# Musca hauriens
Musca hauriens är en tvåvingeart som först beskrevs av Christian Rudolph Wilhelm Wiedemann 1830.  Musca hauriens ingår i släktet Musca och familjen köttflugor.
Artens utbredningsområde är Etiopien. Inga underarter finns listade i Catalogue of Life.